# Nellohütte
Die Nellohütte ist eine bewirtschaftete Schutzhütte des Wanderklubs Nello im Pfälzerwald. Die Hütte liegt in einer Höhe von 392 m ü. NHN innerhalb der Gemarkung der Gemeinde Rhodt unter Rietburg.

## Lage
Die Hütte liegt an der Quelle des Meisentalbach unweit der Passhöhe Kohlplatz (465,9 m ü. NHN). Der Meisentalbach ist ein linker Zufluss des Modenbachs. Das Tal des Meisenbachs wird im Nordwesten vom Kesselberg (662 m ü. NHN) und im Südosten vom Blättersberg (613,2 m ü. NHN) begrenzt.

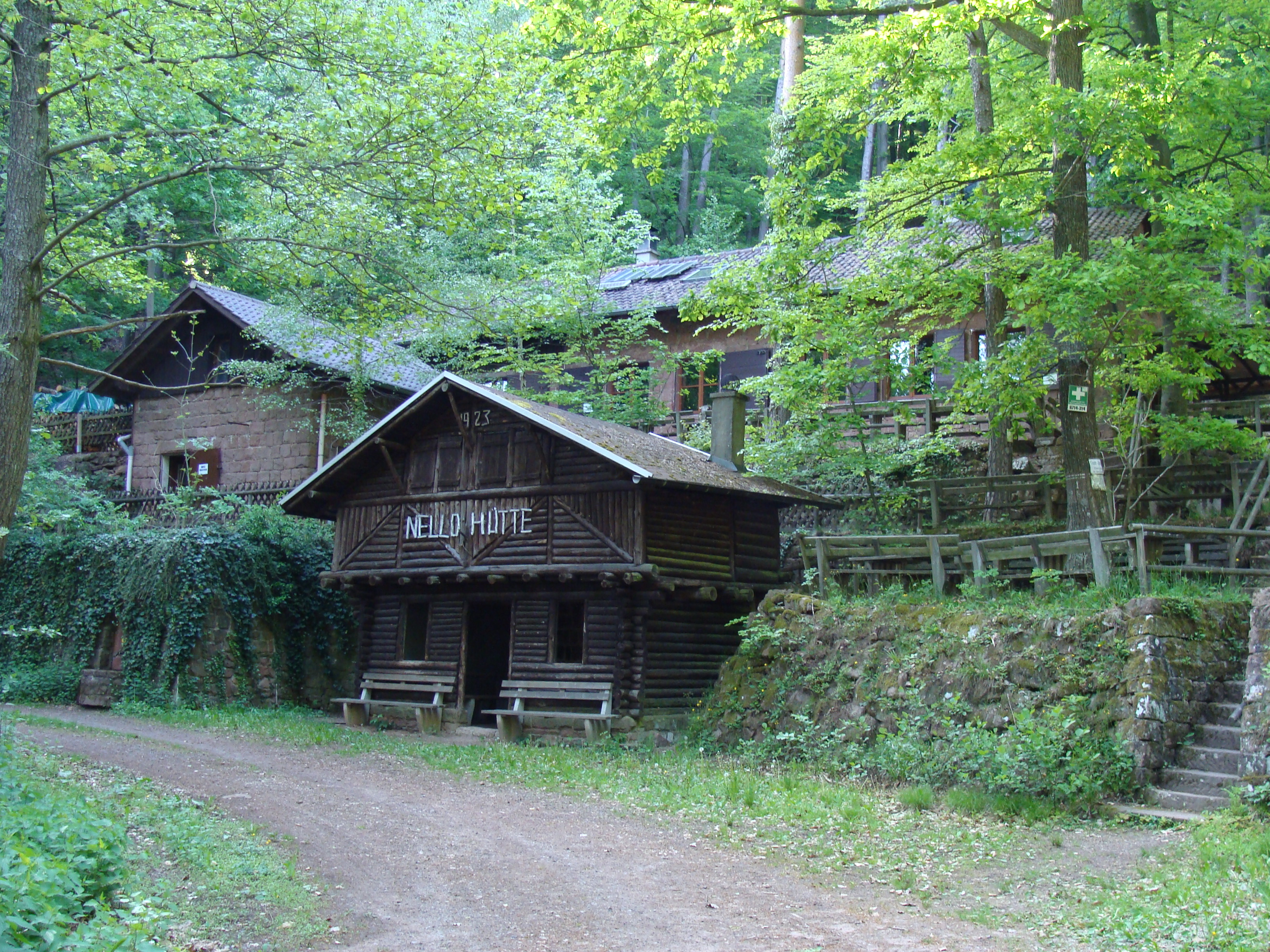
Alte Nellohütte von 1923

## Geschichte
Unterhalb des heutigen Wanderheims ist die ursprüngliche Nellohütte von 1923 noch erhalten.

## Zugänge und Wanderungen
Die Hütte kann nur zu Fuß erreicht werden. Der kürzeste Zugang erfolgt von einem Wanderparkplatz im Modenbachtal über etwa 2 km aufwärts im Meisenbachtal. Vom Wanderparkplatz im Edenkobener Tal an der Edenkobener Hütte am Hüttenbrunnen kann die Hütte über die Passhöhe Kohlplatz ebenfalls erreicht werden. Ein weiterer Zugang ist vom Wanderparkplatz an der Passhöhe Lolosruhe (573,8 m ü. NHN) über den Benderplatz (565,5 m ü. NHN) und den Kohlplatz (465,9 m ü. NHN) möglich. Wanderziele in der Nähe der Hütte sind der Frankenfelsen auf dem Frankenberg (557 m ü. NHN) mit den spärlichen Resten der Frankenburg, der Kesselberg (662 m ü. NHN), als zweithöchster Berg des Pfälzerwalds nach der Kalmit (672,6 m ü. NHN), und der Blättersberg (618 m ü. NHN) mit dem Ludwigsturm (605 m ü. NHN). Die benachbarten Hütten des Pfälzerwaldvereins sind die Amicitia-Hütte, die Edenkobener Hütte, das Schweizerhaus und das Waldhaus Drei Buchen.